# 多米妮卡·巴内维奇
多米妮卡·巴内维奇（2007年6月8日—），舞者名Nicka，是一名立陶宛女子霹靂舞運動員，曾贏得2023年歐洲霹靂舞錦標賽冠軍。
巴内维奇是維爾紐斯波蘭語約翰保祿二世體育館的學生。她從2015年9月開始練習霹靂舞，2023年16歲時於魯汶成為世界冠軍。2023年，巴内维奇第四次贏得立陶宛全國冠軍。巴内维奇代表立陶宛參加2024年夏季奧林匹克運動會的霹靂舞比賽，並贏得銀牌。